# National Board of Review Awards 1993
La 65ª edizione dei National Board of Review Awards si è tenuta il 28 febbraio 1994.

## Classifiche

### Migliori dieci film
- America oggi (Short Cuts), regia di Robert Altman
- Viaggio in Inghilterra (Shadowlands), regia di Richard Attenborough
- Molto rumore per nulla (Much Ado About Nothing), regia di Kenneth Branagh
- Lezioni di piano (The Piano), regia di Jane Campion
- Philadelphia, regia di Jonathan Demme
- Quel che resta del giorno (The Remains of the Day), regia di James Ivory
- L'età dell'innocenza (The Age of Innocence), regia di Martin Scorsese
- Nel nome del padre (In the Name of the Father), regia di Jim Sheridan
- Schindler's List - La lista di Schindler, regia di Steven Spielberg
- Il circolo della fortuna e della felicità (The Joy Luck Club), regia di Wayne Wang

### Migliori film stranieri
- Addio mia concubina (Ba wang bie ji), regia di Chen Kaige
- L'accompagnatrice, regia di Claude Miller
- El Mariachi, regia di Robert Rodriguez
- Un cuore in inverno (Un coeur en hiver), regia di Claude Sautet
- La storia di Qiu Ju (Qiu Ju da guan si), regia di Zhang Yimou

## Premi
- Miglior film: Schindler's List - La lista di Schindler, regia di Steven Spielberg
- Miglior film straniero: Addio mia concubina (Ba wang bie ji), regia di Chen Kaige
- Miglior documentario: The War Room, regia di Chris Hegedus e D. A. Pennebaker
- Miglior attore: Anthony Hopkins (Quel che resta del giorno e Viaggio in Inghilterra)
- Miglior attrice: Holly Hunter (Lezioni di piano)
- Miglior attore non protagonista: Leonardo DiCaprio (Buon compleanno Mr. Grape)
- Miglior attrice non protagonista: Winona Ryder (L'età dell'innocenza)
- Miglior regista: Martin Scorsese (L'età dell'innocenza)
- Premio alla carriera: Sean Connery